# Kundklubb
En kundklubb är ett program för kunder som premierar lojalitet till ett försäljande företag.
Medlemmarna får förmåner för att de handlar, deras köp registreras och företagen kommunicerar med medlemmarna. Detta fenomen kommer ursprungligen från Tyskland, men kom senare att utarbetas och implementeras i många amerikanska företag under slutet av 1980-talet och 1990-talet.
En utveckling är mobila kundklubbar där kommunikationen med medlemmar sker via mobiltelefonen, främst genom SMS.